# Werseradweg

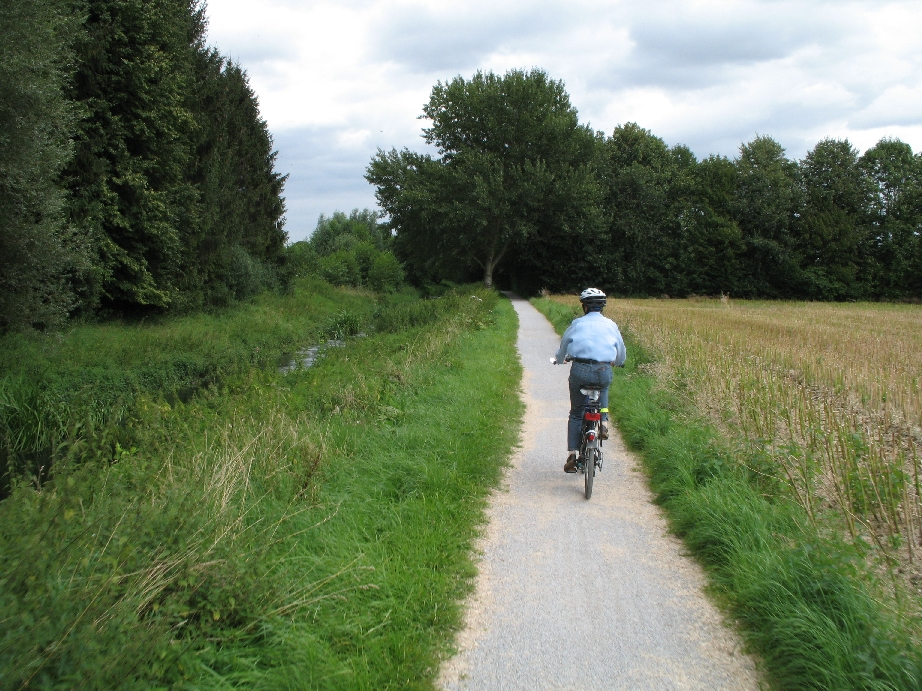
Werseradweg zwischen Beckum und Ahlen

Der Werseradweg ist ein 125 Kilometer langer Radwanderweg im südöstlichen Münsterland, der am 29. April 2007 zum Sattelfesttag eröffnet wurde. Namensgebend war der Fluss Werse, dessen Verlauf der Radweg über weite Strecken folgt.

## Streckenverlauf

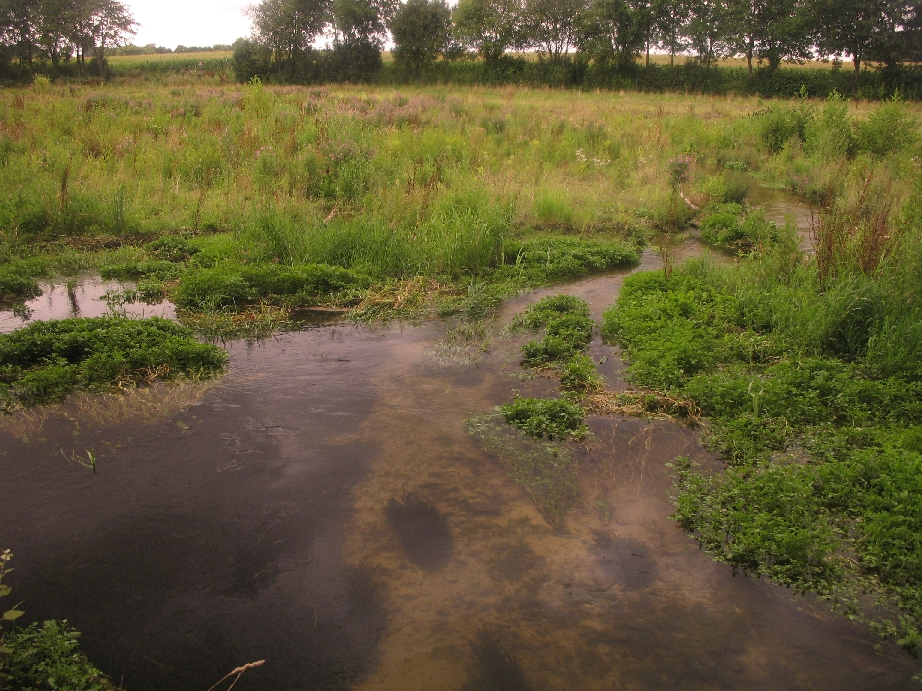
Renaturierter Lauf der Werse an der A 2 bei Beckum

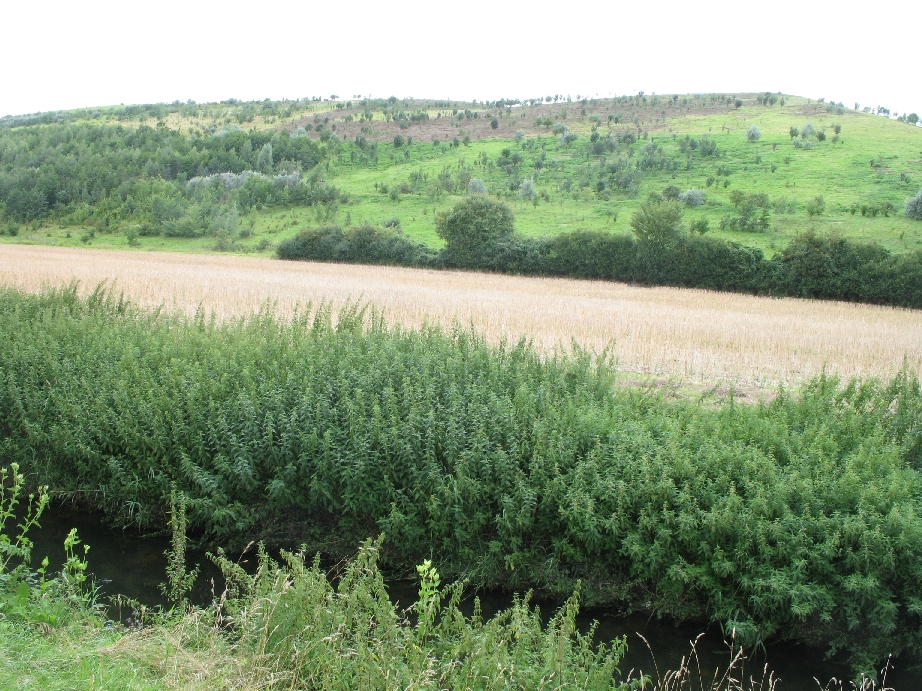
Werse mit Blick auf die „Osthalde“ in Ahlen

Er beginnt an der Ems in Rheda-Wiedenbrück. Sein Verlauf führt zunächst über Stromberg, Oelde und Vellern nach Beckum. Von hier folgt er dem Verlauf der in den Beckumer Bergen entspringenden Werse. Sie führt ihn durch die Städte Ahlen, Drensteinfurt und Sendenhorst (Ortsteil Albersloh) in Richtung Münster. Er endet bei Münster-Gelmer, wo die Werse in die Ems mündet. In Kombination mit dem parallel verlaufenden EmsRadweg lässt sich der Werseradweg zu einem 188 km langen Rundkurs verbinden.
Ein südlicher Abzweig verläuft über die Trasse einer ehemaligen Zechenbahn von Ahlen bis zur Lippe und führt seit 2011 über Uentrop nach Hamm. Vom Stadtzentrum Hamm aus sind Strecken u. a. entlang des Datteln-Hamm-Kanals befahrbar sowie weitere Radwege, die bis ins Ruhrgebiet reichen.
Finanziert wurde der Weg durch den Kreis Warendorf.
Unterwegs werden an „Erzählstationen“ Informationen über verschiedene Themenbereiche vermittelt, z. B.:
- Quelle der Werse am Kollenbach
- Kalksteinabgrabung
- Stadtgeschichte
- Hochwasserschutz

## Streckenqualität
Der Radweg verläuft überwiegend flach, mit einer Steigung zwischen Rheda-Wiedenbrück und Stromberg. Von Rheda-Wiedenbrück bis Oelde führt die Strecke überwiegend über Landstraßen und gut ausgebaute Wirtschaftswege. Zwischen Beckum und Ahlen sowie von Drensteinfurt bis Münster – hier führt der Weg direkt an der Werse entlang – besteht die Fahrbahn zumeist aus einer wassergebundenen Oberfläche.